# That Wonderful Urge
That Wonderful Urge is een Amerikaanse romantische komedie in zwart-wit uit 1948 onder regie van Robert B. Sinclair. De film is een remake van Love Is News (1937) en werd destijds in Nederland uitgebracht onder de titel Schandaal op de voorpagina.

## Verhaal
Thomas Jefferson Tyler is een slinkse journalist die geen grenzen kent als het gaat om het krijgen van roddels voor de krant New York Chronicle. Een terugkerend doelwit is Sara Farley, een rijke erfgename. Hij volgt haar zelfs naar een skivakantie in Sun Valley met haar metgezel André de Guyon. Hij doet zich voor als iemand anders dan de achterbakse journalist en wint het hart van Sara voor zich. Als ze achter de ware identiteit van de man komt voelt ze zich verraden. In een razende bui besluit ze wraak te nemen door de pers te vertellen dat ze verloofd is met Thomas.
Thomas wordt al snel zelf het doelwit van de pers, die hem niet met rust laat. Hoewel hij volhoudt dat de verloving een grote leugen is, begint op een gegeven moment zelfs zijn echte verloofde Jessica Woods te twijfelen. Thomas probeert een einde aan de geruchten te maken door in het huwelijk te treden met Jessica, maar de gemeente gelooft niet dat hij niet getrouwd is en weigert hem te trouwen met Jessica. Thomas smeekt Sara om iedereen de waarheid te vertellen, maar zij ziet Thomas liever lijden. Op dat moment besluit Thomas om wraak te nemen door misbruik te maken van zijn zogenaamde positie als Sara's echtgenoot.
Thomas doet zijn uiterste best om op de familie en vrienden van Sara, allen conservatieve mensen uit de bovenklasse, een slechte indruk achter te laten, hopend dat Sara omwille haar reputatie van hem zal scheiden. Sara, daarentegen, raakt hierdoor enkel meer vastberaden om Thomas dwars te zetten. Het escaleert tot een grote ruzie in het openbaar, waarbij ze worden aangehouden en een nacht in de cel moeten doorbrengen. Hierna volgt een rechtszaak, waarin Thomas probeert te bewijzen dat hij nooit getrouwd was met Sara. Als blijkt dat Thomas de familiemaatschappij mag overnemen als 'echtgenoot van Sara', stemt ze toe aan de nietigverklaring. Indertijd zijn ze echter verliefd op elkaar geworden.

## Rolverdeling
| Acteur            | Personage              |
| ----------------- | ---------------------- |
| Tyrone Power      | Thomas Jefferson Tyler |
| Gene Tierney      | Sara Farley            |
| Reginald Gardiner | Graaf André de Guyon   |
| Arleen Whelan     | Jessica Woods          |
| Lucile Watson     | Tante Cornelia Farley  |
| Gene Lockhart     | Rechter Parker         |
| Lloyd Gough       | Duffy                  |
| Porter Hall       | Advocaat Ketchell      |
| Richard Gaines    | Whitson                |
| Taylor Holmes     | Advocaat Rice          |
| Chill Wills       | Homer Beggs            |

## Achtergrond
In juni 1947 werd aangekondigd dat Cornel Wilde de hoofdrol zou vertolken, maar hij werd uiteindelijk vervangen door Tyrone Power, die dezelfde rol speelde in de oorspronkelijke versie Love Is News (1937). Het was de laatste samenwerking tussen Power en Gene Tierney, acteurs die meer dan eens gezamenlijk aan een film werkten. Tijdens de opnamen kwam Tierney tot de ontdekking zwanger te zijn.